# Taylor Mims
Taylor Mims (Billings, 15 agosto 1997) è una pallavolista statunitense, opposto dell'AGIL.

## Carriera

### Club
La carriera di Taylor Mims inizia nei tornei scolastici del Montana, a cui partecipa con la Billings Senior HS. Dopo il diploma partecipa alla lega universitaria NCAA Division I con la Washington State: gioca con le Cougars dal 2015 al 2018, ottenendo qualche riconoscimento individuale.
Nel gennaio 2019 firma il suo primo contratto da professionista in Spagna, partecipando alla seconda parte della Superliga Femenina de Voleibol del 2018-19, dove indossa la casacca dell'Haris. Nella stagione 2019-20 approda in Ligue A, dove inizia militanza di cinque annate: una nel Vandœuvre Nancy, seguita da un biennio con il Terville Florange e altre due annate con il Neptunes de Nantes, con il quale vince una Coppa di Francia, ottenendo al termine dell'annata 2023-24, il premio come miglior opposto.
Nel campionato 2024-25 è di scena in Italia, ingaggiata dall'AGIL, in Serie A1, conquistando la Coppa CEV.

### Nazionale
Nel 2023 debutta nella nazionale statunitense, vincendo la medaglia di bronzo alla Coppa panamericana e l'oro alla NORCECA Final Six.

## Palmarès

### Club
- Coppa di Francia: 1

2023-24
- Coppa CEV: 1

2024-25

### Nazionale (competizioni minori)
- Coppa panamericana 2023
- NORCECA Final Six 2023

### Premi individuali
- 2018 - All-America Third Team
- 2018 - NCAA Division I: Stanford Regional All-Tournament Team
- 2024 - Ligue A: Miglior opposto